# 白色ポルトランドセメント
白色ポルトランドセメント（はくしょくポルトランドセメント、White Portland cement）は、その名の通り純白色を特徴とするセメントである。白色普通ポルトランドセメント（white ordinary Portland cement （WOPC））、白色セメント、ホワイトセメントなどとも呼ばれる。ポルトランドセメントの一種であり、白さを引き出すため、特に鉄分の含有量が減らされている。それ以外の基本的な性質は普通のポルトランドセメントとほぼ同じであるが、製造法がやや異なるため普通のポルトランドセメントよりも一般に高価である。

## 用途
白色ポルトランドセメントは、水や骨材と混ぜることで純白のコンクリートを形成するため、気品を持たせたい建築物や、コンクリート製装飾物を作るために用いられる。白色ポルトランドセメントは高価なため、建物の構造用よりもプレキャストのパネルとして建物内外壁の表面にのみ使われることが多い。
顔料を混ぜれば容易に着色でき、カラフルなコンクリートやモルタルをつくることができる。普通のポルトランドセメントでも着色は可能だが、白色ポルトランドセメントに比べると明るさが足りないことがある。白色ポルトランドセメントならば明るい赤や黄色、緑などの色が容易に出せる。青色も可能だが、ややコストがかかる。顔料はコンクリートミキサーの中で混ぜられるか、サプライヤーによっては発色具合を一定にするため、あらかじめ顔料を混ぜたセメント（カラーセメント）を販売している。
コンクリート表面に塗料を塗って着色するのでなく、白色ポルトランドセメントやカラーセメントを用いて色をつければ、塗料が剥がれたり変質したりする危険がなく、コンクリートが磨耗しても色が消える心配もないなどの利点がある。

## 製造工程
白色ポルトランドセメントの製造工程は、基本的には普通のポルトランドセメントと同じであるが、原料の選別や処理方法についていくつか特別な注意を要する。

### 原料工程
普通のポルトランドセメントに特徴的な、緑がかった灰色や茶色は、セメントの原料中の遷移元素が原因で生じる。着色効果の大きい順に、クロム、マンガン、鉄、銅、バナジウム、ニッケル、チタンが挙げられる。白色ポルトランドセメントを作るためには、セメントに含まれるこれらの量を可能な限り少なくせねばならない。クリンカーの段階において、Cr2O3は0.003%以下、Mn2O3は0.03%以下、Fe2O3は0.35%以下に留めることが必要である。これら以外の元素はそれほど問題にならない。
通常のセメント製造で使用される原料はクロムやマンガン、鉄を少なからず含んでいる。例えば、通常のセメント製造に使用される石灰石は0.3から1%ほどのFe2O3を含んでいるが、白色ポルトランドセメントの製造に必要とされるのは、含有量0.1%以下の石灰石である。通常のセメント製造に使用される典型的な粘土は5から15%ものFe2O3を含んでいるが、0.5%以下が望ましい。そのため、粘土の代わりにカオリンあるいは凝灰岩等が多く使用される。カオリンにはSiO2が少なく、そのため多量の砂が混ぜられる。
自然界において、鉄とマンガンは同じように存在していることが多く、鉄分の少ない原料を探せばマンガンの含有量も少ないことが期待できる。一方でクロムは、原料混合の過程でステンレス（クロムが含まれている）製粉砕機の磨耗によって混入する可能性がある。しかも原料に砂が多くなっている分、粉砕機の磨耗も促進されてしまう。砂は直径45μm以下に粉砕する必要があるが、この問題を解決するためにしばしばセラミックや陶器製の粉砕機を使って砂だけを別個に粉砕する方法が取られる。

### 焼成工程
燃料については、石炭ではなく重油又は天然ガスを使用する。石炭中には粘土以上に鉄分が多く含まれ、これが原料中に混入して色がつくのを防ぐためである。
ロータリーキルンでの焼成には、通常のクリンカーに必要な1400～1500℃よりも高い、最高温度1450～1500℃が必要とされる。この温度を実現するためには、より多くの燃料（通常の20～50%増し）が必要であり、また同じサイズのキルンであればより少ない産出量（通常より20～50%減）しか期待できない。鉄分の含有量が少ないために、焼結の際に生じるクリンカー融液の量が少ないからである。キルン内でクリンカーが生成されるには溶媒としての融液が必要で、融液の量が少ない場合は変化が遅くなる。原料に石膏とフッ化物を、フッ化カルシウムや氷晶石、蛍石といった形で混ぜることで、これをいくらか補うことができ、また反応温度を引き下げることができる。
クリンカーのFe2O3含有量が0.2%以上の場合（大抵はそうである）、漂白と焼入れと呼ばれる二つの処理が行われる。白色ポルトランドセメントの白色度は、原料もさることながらこの漂白と焼入れに依存する部分が大きい。漂白では、キルンの出口付近でクリンカーに再び火を入れ、鉄の酸化数を3価（Fe2O3）から2価（FeO）に下げる。通常のセメントの焼成では、クリンカーへの悪影響を恐れてこのようなことは厳しく避けられるが、白色ポルトランドセメントのクリンカーには、もともと鉄分が少ないため問題とはならない。
続いて、鉄が再び酸化することを防ぐため、焼入れが行われる。焼入れとは、クリンカーがキルンから出てから数秒以内に、クリンカーの温度を1,200℃から600℃以下まで下げることを意味する。温度を下げるために通常、クリンカーを冷水につける。全体としてエネルギー効率の低い白色ポルトランドセメントの製造工程ではあるが、通常のセメント製造と違い、この時のクリンカーの熱は再利用される。

### 仕上工程
クリンカーに白色度の高い石膏または硬石膏を混ぜ合わせ、再び粉砕されて白色ポルトランドセメントが完成する。場合によっては、白色度を改善するために少量の二酸化チタンが混ぜられることもある。
全ての製造工程において、セメントに色がつくことを防ぐために細心の注意が払われる。厳選された原料と特別な製造設備が必要であり、生産効率も低くなる。最終的な性質こそポルトランドセメントと大差がないものの、製造にはコストのかかるセメントである。

## 規格
JIS規格などでは独立した規格としては扱われていない。基本的な性質は普通のポルトランドセメントに近いため、JIS R 5210やASTM C 150、EN 197といった一般的なポルトランドセメントの規格に適合する。実際には、多くの白色ポルトランドセメントはプレキャストコンクリート製品として使われるため、短時間で強度の出るセメントであるASTM C150 Type IIIに該当する。

## 生産
白色ポルトランドセメントは、1880年代にドイツのハイデルベルク工場で世界で初めて作られたといわれる。これは1824年にイギリスでポルトランドセメントが発明された約60年後のことである。デンマークのオールボーに本社を置くAALBORG PORTLAND社が現時点で世界最大の白色ポルトランドセメントメーカーである。同社は2007年にはおよそ160万トンの白色ポルトランドセメントを生産し、これは世界シェアの15%に相当する。全世界の生産量は約1100万トンとされ、セメント全体の生産量26億トン(2007)と比べると、白色ポルトランドセメントの生産量は全体の0.4%程度でしかない。

### 日本
日本において初めて白色ポルトランドセメントを生産したのは小野田セメント（現：太平洋セメント）の小野田工場であり、1916年10月のことであった。その後国内の複数の工場で生産されるようになったが、2009年現在では山陽白色セメント糸崎工場でのみで唯一生産されていたが、需要低迷のために2017年3月にて山陽白色セメントは操業を停止した。これにより国内での白色ポルトランドセメントの生産は終了し、以後は輸入品か類似品で代替されている。